# Нагао, Ясуси
Ясуси Нагао (яп. 長尾 靖 Нагао Ясуси, 20 мая 1930, Токио — 2 мая 2009) — японский фотокорреспондент, лауреат Пулитцеровской премии за выдающуюся фотографию и World Press Photo of the Year за фотографию убийства Инэдзиро Асанумы.